# KK Dubrovnik
KK Dubrovnik je hrvatski košarkaški klub iz Dubrovnika.

## Povijest
Klub je osnovan 1946., a utakmice je igrao na košarkaškom igralištu "U Karmenu". Klub je Prvu ligu izborio tek tijekom sezone 2003./04. kada je odlučujućem susretu sezone pobijedio momčad Kaptola. Tijekom sezone 2005/06. klub se plasirao u drugi krug natjecanja FIBA kupa, a bio je i vodeća momčad A1 Hrvatske košarkaške lige te se plasirao u završnicu kupa. U sezoni 2012./13. klub je ispao iz A-1 lige i predstoji mu natjecanje u južnoj skupini A-2 lige.
Prvu prvoligašku utakmicu Dubrovnik je odigrao 16. listopada 2004. U Rijeci je pobijedio Kvarner 78:75. Posljednju prvoligašku utakmicu odigrao je u Dubrovniku 12. svibnja 2013. Izgubio je od Križevaca 102:83. Posljednji prvoligaški pogodak za Dubrovnik (tricu sa zvukom sirene) postigao je Petar Dubelj.

### Sezona 2008./09.
U natjecateljskoj sezoni 2008./09. košarkaški klub Dubrovnik se natjecao u prvoj hrvatskoj ligi i osvojio peto mjesto što je najveći uspjeh u povijesti kluba.

## Poznati igrači
- Andro Knego[2]
- Adnan Bečić[2]
- Milan Jejina[2]
- Denis Bajramović
- Nikša Prkačin
- Hrvoje Perić
- Ante Tomić
- Lukša Andrić
- Mario Hezonja
- Domagoj Proleta

## Vanjske poveznice
- Službena stranica  Arhivirana inačica izvorne stranice od 30. siječnja 2009. (Wayback Machine)